# Pedra Preta (Rio Grande do Norte)
Pedra Preta, município no estado do Rio Grande do Norte (Brasil). De acordo com estimativa do IBGE (Instituto Brasileiro de Geografia e Estatística) no ano 2024, sua população era de 2.499 habitantes. Área territorial de 294,9 km². Foi criado em 1963.

## Organização Político-Administrativa
Sendo um município do Brasil, Pedra Preta é administrada por dois poderes, o executivo e o legislativo, independentes e harmônicos entre si. O primeiro é representado pelo prefeito, auxiliado pelo seu gabinete de secretários e eleito pelo voto popular para um mandato de quatro anos, sendo permitida uma única reeleição para mais um mandato consecutivo, enquanto que o segundo é representado pela Câmara Municipal de Pedra Preta, órgão colegiado de representação dos munícipes que é composto por vereadores também eleitos por sufrágio universal.
As atuais autoridades que ocupam cargos da organização político-administrativa de Pedra Preta são as seguintes (data: 2 de janeiro de 2025):
- Prefeito: LUIZ ANTÔNIO BANDEIRA DE SOUZA - PSDB (2025-)[6];
- Vice-prefeito: WANDERLEY CAVALCANTE BEZERRA - UNIÃO BRASIL (2025-)[6];
- Presidente da câmara: Anttomar Augusto Oliveira da Câmara - PSDB (2023-)[6][7].